# Свети Архангели (Кучос)
Вижте пояснителната страница за други значения на Свети Архангели.
„Свети Архангели“ или Свети Архангел Михаил (на гръцки: Παμμεγίστων Ταξιαρχῶν, Ταξιάρχη Μιχαήλ) е възрожденска православна църква в нигритското село Кучос (Евкарпия), Гърция, енорийски храм на Сярската и Нигритска епархия.
Църквата е гробищен храм, изграден в южния край на селото в 1804 година. В архитектурно отношение е трикорабна базилика с двускатен покрив. В 1972 година храмът е обновен, а в 2000 г. изписан.
Към енорията на църквата принадлежи също и църквата „Свети Георги“ от 1826 година.